# Vendredi 13 (film, 1933)
Pour les articles homonymes, voir Vendredi 13 (homonymie).
Vendredi 13 est un film dramatique britannique réalisé par Victor Saville en 1933.

## Synopsis
A Londres, une minute avant minuit pile, un vendredi 13, la foudre frappe de plein fouet une grue de travaux publics qui s'effondre de tout son long sous le coup. En voulant l'éviter, un bus entre alors violemment dans la vitrine d'une boutique, où il s'encastre. On découvre ensuite sous forme de flash-back la vie de tous les passagers et les événements qui les ont amenés à prendre ce bus de nuit plusieurs heures auparavant.

## Fiche technique
- Réalisation : Victor Saville
- Scénario : 	Sidney Gilliat, Emlyn Williams, George Moresby-White
- Musique : Louis Levy
- Production : Gainsborough Pictures[1]
- Durée : 89 minutes[2]
- Date de sortie : 
  - Royaume-Uni : novembre 1933

## Distribution
- Jessie Matthews : Millie
- Sonnie Hale : Alf le conducteur
- Muriel Aked : Mlle Twigg
- Cyril Smith : Fred le conducteur
- Richard Hulton : Johnny
- Max Miller : Joe
- Alfred Drayton : Le détective
- Hartley Power : un touriste américain
- Percy Parsons : un touriste américain
- Ursula Jeans : Eileen Jackson
- Eliot Makeham : Henry Jackson
- D. A. Clarke-Smith : Max
- Gibb McLaughlin : fleuriste
- Edmund Gwenn : M. Wakefield
- Mary Jerrold : Flora Wakefield
- Gordon Harker : Hamilton Briggs
- Emlyn Williams : William Blake
- Frank Lawton : Frank Parsons
- Belle Chrystall : Marry Summers
- O. B. Clarence : un employé
- Robertson Hare : Ralph Lightfoot
- Martita Hunt : Agnes Lightfoot
- Leonora Corbett : Dolly
- Ralph Richardson : Horace Dawes
- Donald Calthrop : Hugh Nicholls
- Ivor McLaren : le professeur de danse
- Wally Patch : Bookmaker